# Gastropholis echinata
Gastropholis echinata — вид ящірок родини ящіркових (Lacertidae). Мешкає в Західній і Центральній Африці.

## Поширення і екологія
Gastropholis echinata мешкають в Ліберії, Кот-д'Івуарі, Гані, Нігерії, Камеруні, Габоні, Республіці Конго і Демократичній Республіці Конго. Вони живуть у вологих тропічних лісах, трапляються на плантаціях.